# Natalismo
Il natalismo (chiamato anche pronatalismo o posizione pro-nascita) è una credenza che promuove la riproduzione della vita umana.
Il natalismo, secondo una definizione più ampia, promuove la procreazione e la genitorialità come desiderabili per ragioni sociali e per garantire la continuità della specie umana. Nelle politiche pubbliche, la posizione natalista cerca in genere di promuovere incentivi finanziari e sociali affinché le popolazioni si riproducano, come ad esempio fornire incentivi fiscali che favoriscano l'avere e sostenere figli. Gli aderenti a interpretazioni più rigorose del natalismo possono anche auspicare la limitazione dell'accesso all'aborto e alla contraccezione. La posizione opposta al natalismo è l'antinatalismo.

## Motivazioni

### Religione
Molte religioni (come il giudaismo e alcuni rami del cristianesimo, tra cui la Chiesa cattolica e la Chiesa di Gesù Cristo dei Santi degli Ultimi Giorni) incoraggiano la procreazione. Tra le sette religiose, gli Amish sono tra le popolazioni in più rapida crescita al mondo, con una media di 6,8 bambini per famiglia. Altri orientamenti religiosi che incoraggiano esplicitamente la procreazione sono il movimento Quiverfull, il Laestadianesimo, il Salafismo, e l'ebraismo Charedì.

### Politica
Il natalismo può essere sostenuto per ragioni politiche, con l'intenzione di aumentare la popolazione di uno stato o di un gruppo etnico, ad esempio per controbilanciare l'aumento demografico di uno stato o gruppo etnico rivale, o anche per ragioni economiche, in quanto una maggiore natalità si traduce in futuro in una maggiore forza lavoro.

### Desiderio di avere figli
L'intenzione personale di avere figli è per molte persone una motivazione che spinge verso un istintivo natalismo, scevro da altre motivazioni politiche o religiose. Essa è determinata da vari fattori, tra cui:
- Dimensione della famiglia di origine[10].
- Pressione sociale da parte di parenti e amici[11].
- Supporto sociale[11]
- Felicità, con persone più felici che tendono a desiderare più figli[11].
- Situazione abitativa sicura[12].

## Politiche nataliste
Alcuni paesi che presentano un declino demografico offrono incentivi alle persone ad avere famiglie numerose come mezzo per invertire il declino della popolazione. Gli incentivi possono includere un bonus una tantum per bambini, pagamenti di assegni familiari o riduzioni fiscali. Alcuni impongono sanzioni o tasse a chi ha meno figli. Alcune nazioni, come Giappone, Singapore, Corea del Sud e Taiwan, hanno implementato, o cercato di attuare, politiche nataliste interventiste, creando incentivi per famiglie più numerose.
Anche le politiche di congedo retribuito di maternità e paternità possono essere utilizzate come incentivo. Quasi tutti i paesi industrializzati attuano politiche di congedo per maternità, e alcune offrono anche la possibilità di un congedo per i padri. Ad esempio, la Svezia ha un congedo parentale generoso in cui i genitori hanno diritto a condividere 16 mesi di congedo retribuito per figlio, con il costo che è diviso tra datore di lavoro e stato.